# مطرف بن المغيرة بن شعبة

لمطرّف بن بن المغيرة بن شعبة الثقفي.

المطرف بن المغيرة بن شعبة الثقفي هو أحد ولاة الدولة الأموية.
ولاه الحجاج بن يوسف الثقفي على المدائن. وحين هجم عليه شبيب الخارجي، بعث إليه المطرف بعض أصحابه من العلماء، فمال المطرف إلى جماعة شبيب، وحذره أتباعه من بطش الحجاج، فصرح لمن يثق بهم أنه خلع الخليفة عبد الملك بن مروان، وواليه الحجاج، وقال:«..فمن كان على مثل رأيي فليتعبني نقاتل الظلمة، حتى إذا جمع الله أمرنا، كان الأمر شورى بين المسلمين يرتضون لنفسهم من أحبّوا». فثار سنة 77 هـ (حوالي 696م) داعياً إلى الحكم والحق والعدل في السيرة، فكان أن أرسل الحجاج إليهم من قاتلهم في أصبهان، وهزمهم، وقُتل المطرف.